# El Montículo
El Montículo es un parque mirador ubicado en el barrio de Sopocachi en la ciudad de La Paz, a una altitud de 3635 m s. n. m.. Fue diseñado en los años 40 por el arquitecto Mario del Carpio.
El nombre oficial del Montículo es Néstor Portocarrero, en homenaje al  compositor del tango Illimani, canción emblemática de la ciudad de La Paz. El parque ha sido fuente de inspiración para varios creadores, como el artista plástico Cecilio Guzmán de Rojas o el escritor Julio de la Vega.

## Características

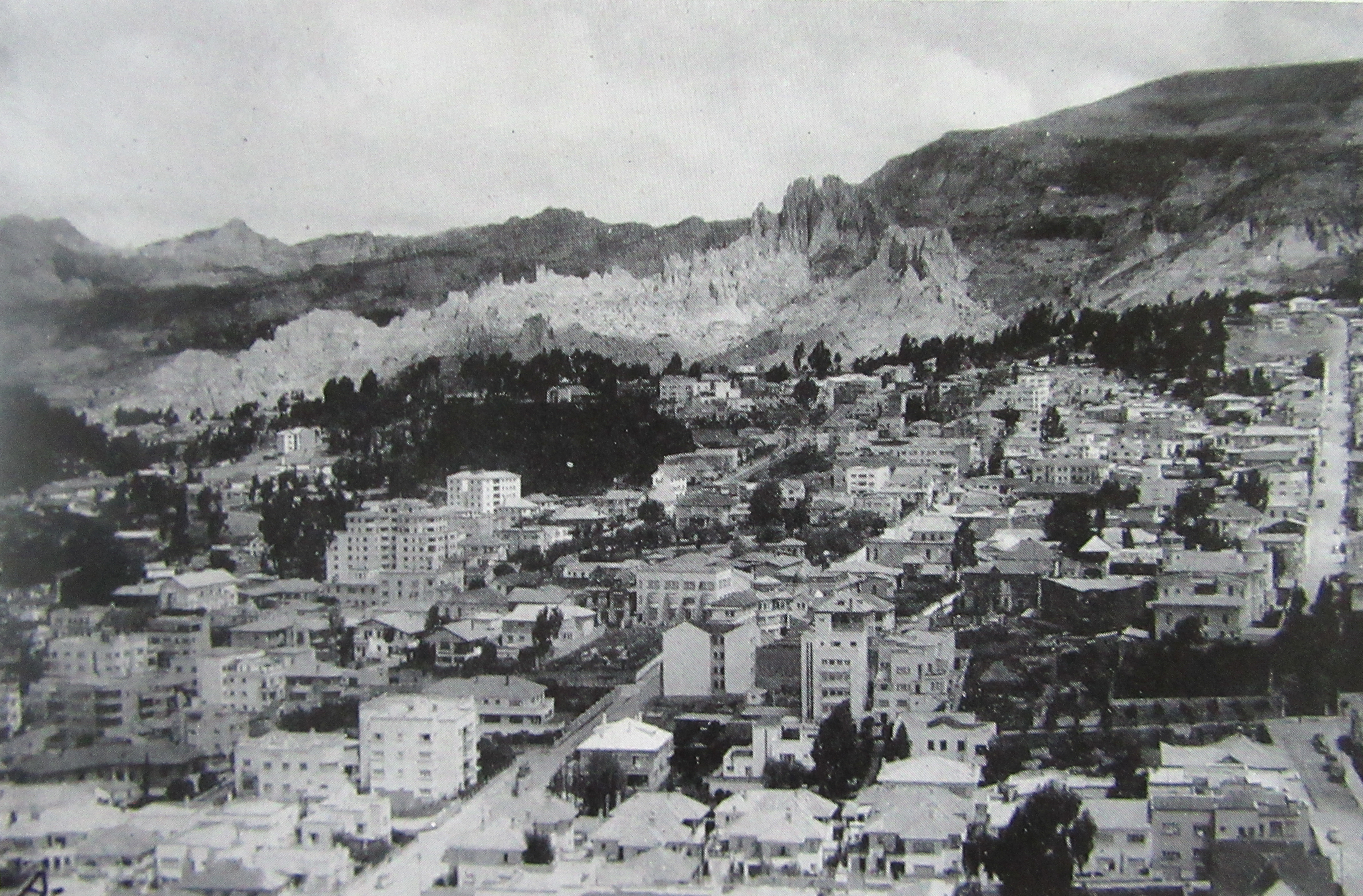
Vista de La paz, en el centro El Montículo

Un portón tallado en piedra en 1776 marca la entrada al Montículo. Posee también una capilla, uno de los relojes más antiguos en funcionamiento de la ciudad, que descansa sobre una estructura metálica montado en una caseta de madera; una plazoleta circular con una fuente ornamentada con la figura  de Neptuno, un lugar de recreo y un mirador con vistas panorámicas de las zonas de San Jorge, Miraflores, Sur, Llojeta y del nevado Illimani. Entre las piezas artísticas mencionadas se destacan particularmente:

### Portón del Seminario San Jerónimo
Uno de los ingresos del parque presenta un portón de piedra tallada que perteneció al edificio del Seminario San Jerónimo. Construido en 1776, lo sacaron de su edificio original, ubicado en la esquina de las calles Ingavi y Genaro Sanjinés, cuando debió ser modificado para albergar una oficina gubernamental. El portal fue trasladado pieza por pieza y desde entonces recibe mantenimiento e intervenciones especializadas para su conservación de manera periódica.

### Fuente de Neptuno

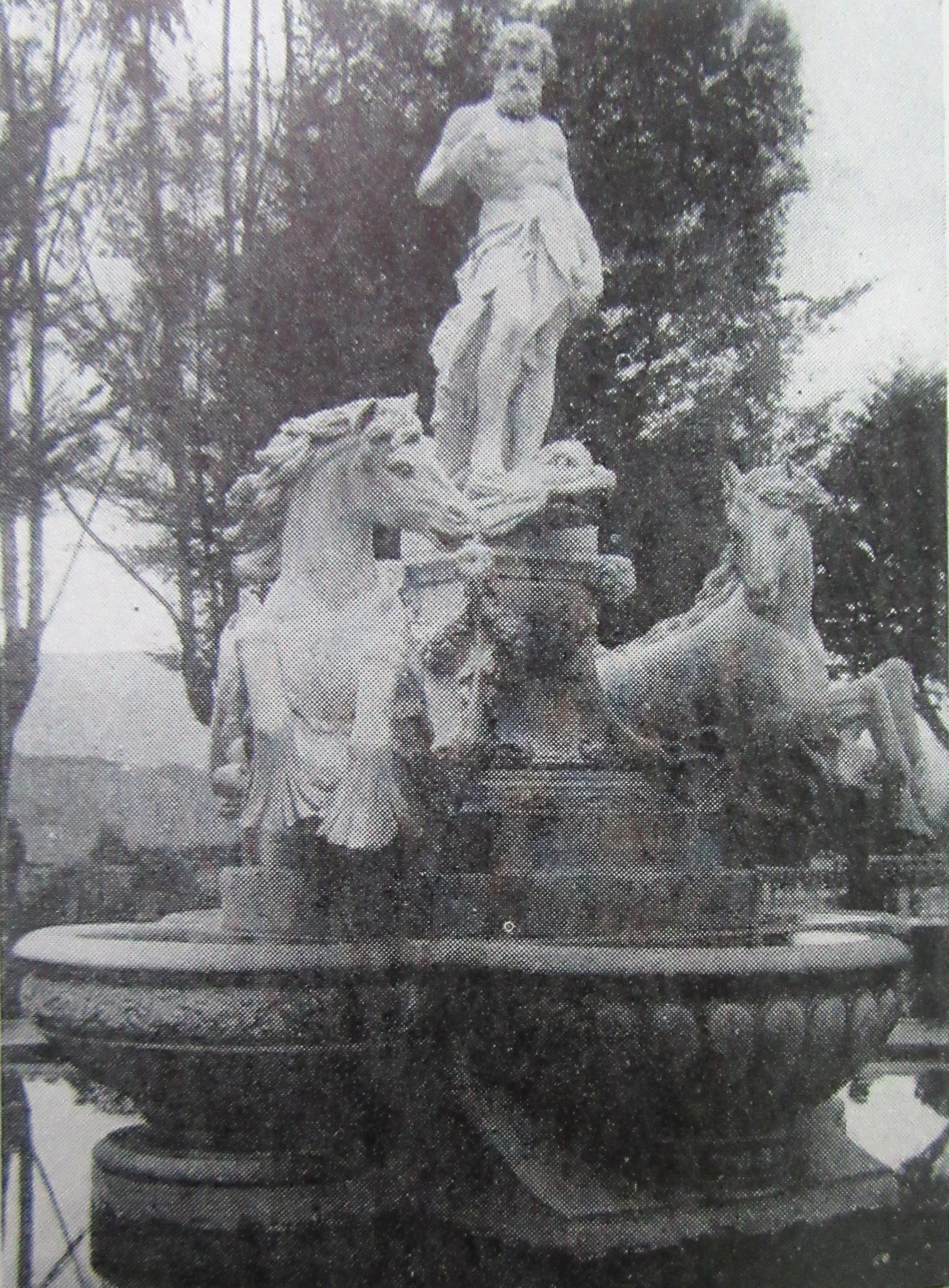
Fuente de Neptuno en fotografía de 1948.

La fuente ornamental de agua es uno de los principales atractivos de la plaza.  fue realizada en 1928 y su ubicación original fue el paseo de El Prado. Presenta a Neptuno surcando las aguas, flanqueado por dos tritones. La fuente ha sido tallada en mármol de Carrara. En 2014 se realizó un trabajo de restauración en El Parque. Entre los trabajos desarrollados se repuso la mano de Neptuno y su tridente.

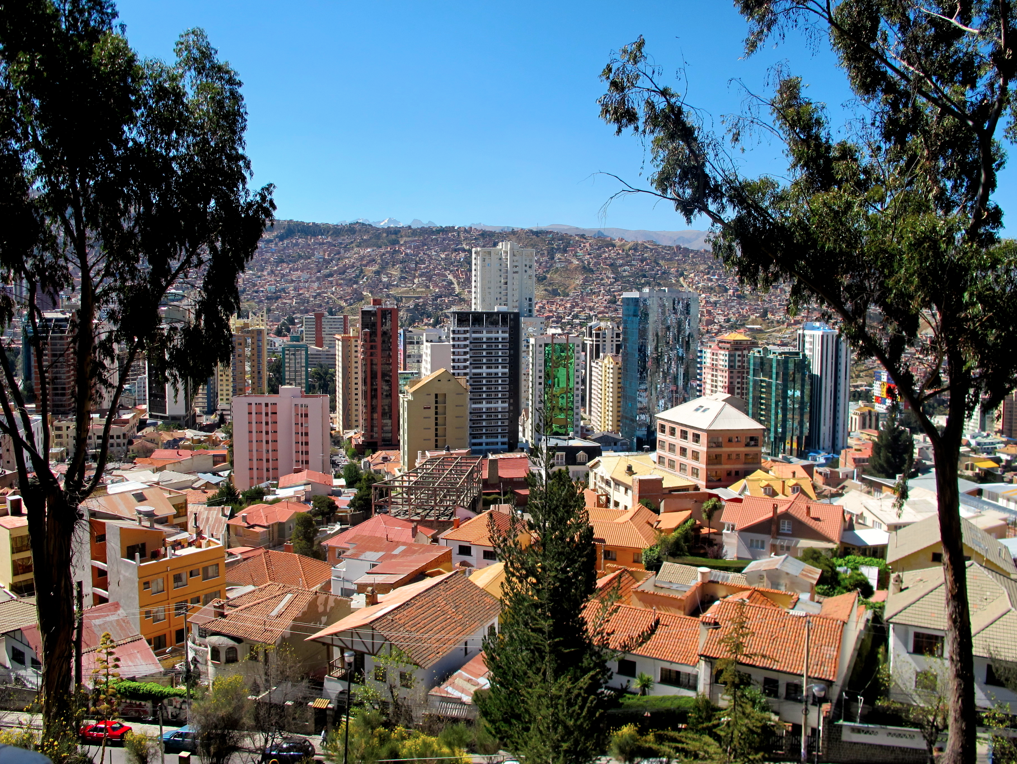
El barrio de San Jorge en La Paz, visto desde El Montículo de Sopocachi

El Montículo ha sido usado como escenario en varias películas.

## Historia
Según referencias del historiador Humberto Viscarra, en 1582 un sismo provocó el deslizamiento del Altiplano Sud destruyendo dos pueblos aymaras antiguos. En estos sucesos desapareció una imagen de la Virgen, que fue hallada después en el Montículo.
En homenaje a esta imagen de la Inmaculada Concepción se construyó en la colina una capilla, para la que el presidente Agustín Morales mandó levantar una arquería gótica que por desgracia fue consumida por un incendio el 15 de agosto de 1895. Se dice que el cacique Martín Chuqui y los sacerdotes recaudaron dinero para reabrir la capilla, el 8 de diciembre de 1896, festividad de la Inmaculada, cuando se celebra la fiesta de la Virgen del Montículo.

## Reconocimientos
- Patrimonio Histórico, Cultural y Paisajístico de la ciudad de La Paz en el año 2014.[4]

"Pienso que el Montículo es un pedazo de naturaleza de la ciudad. Tiene un hermoso mirador. Es un verdadero monumento y referente de la ciudad  de La Paz desde su fundación”
Alfredo La Placa

"Es éste el más paceño de los parques... donde se ofrece el más imponente panorama”
Jaime Saenz (en su libro Imágenes paceñas)

"el nido de amor de la ciudad”
Wálter Montenegro

## Alrededores
Al oeste, a unos pasos se encuentra la Plaza España, en esa misma dirección a una cuadra está la estación Supu Kachi de la línea amarilla del sistema de transporte Mi Teleférico, entre la calle Miguel de Cervantes y Saavedra esquina Calle Méndez Arcos. Al norte la Plaza Abaroa, al este el barrio de San Jorge. 